# Les Diablerets
Les Diablerets is een gebergte op de grens van de Zwitserse kantons Vaud en Wallis. Het hoogste punt wordt gevormd door de 3610 meter hoge Sommet des Diablerets. Geografisch gezien behoren de Diablerets bij de Berner Alpen.
Ten noorden van het gebergte ligt de Col du Pillon. Sinds 1964 voert vanaf deze pas een kabelbaan in twee etappes naar de noordelijke top Sex Rouge (2971 m). Ten zuiden van de Diablerets liggen de Pas de Cheville (2038 m) en het Lac de Deborence. Aan de oostzijde van het gebergte ligt de Sanetschpas.
Tussen de twee hoogste toppen, de Sommet des Diablerets en de Becca d'Audon/ Oldenhorn strekt zich een enorme hoogvlakte uit waarop de imposante Tsanfleurongletsjer ligt. Aan de noordwestzijde ligt de naar de berg vernoemde wintersportplaats Les Diablerets die tot de gemeente Ormont-Dessus behoort.